# اللص والكتاب (مسلسل)
اللص والكتاب هو مسلسل تلفزيوني مصري عُرض في عام 2010 خلال شهر رمضان، من بطولة سامح حسين، حسن حسني، منة فضالي، أحمد راتب، تامر يسري، هيدي كرم، من تأليف محسن رزق، وإخراج عبد العزيز حشاد. بعد نجاح الجزء الأول من المسلسل تم تمديده وعمل جزء ثاني منه.

## قصة المسلسل
فكرة المسلسل تدور أساسا حول صراع الخير والشر وتركز القصة حول توأم أحدهما "فطين" مدرس تاريخ تربى على يد عمه "أنس" والآخر "ميشو" السارق الشرير الذي تربى على يد والده "سيد". يحاول "فطين" أن يغير من طباع أخيه وتتطور الأحداث إلى أن يغيره بالفعل. يعتقد البعض أن المسلسل يقول في النهاية إنه لا يوجد خير مطلق وأن شخصية "فطين" مثالية بشكل زائد على الحد ولا يوجد شر مطلق.

## طاقم العمل
- سامح حسين: اللص ميشو - المدرس فطين
- حسن حسني: سيد الحاوي والد فطين وميشو
- أحمد راتب: أنس عم فطين وميشو
- منة فضالي: لمياء خطيبة فطين ثم زوجته
- أحمد عنان: الطالب دودي حسين
- محمود البزاوي: شيكو مدريد
- تامر يسري: الضابط فؤاد
- هيدي كرم: الضابط سارة
- ميمي جمال: د. عصمت الذي تعالج ميشو ووالده من السرقة ووالدة الضابط سارة
- انتصار: سميرة سمير زوجة سيد الحاوي الثانية والتي تزهق سريعا وتنصب عليه
- عبد الله مشرف: ستيشن أحد لصوص ورجال سيد الحاوي
- إسماعيل فرغلي: برشامة أحد رجال شيكو مدريد
- سعيد طرابيك: والد لمياء
- أحمد حلاوة: والد الطالب دودي
- صبري عبد المنعم: مدير أمن القاهرة
- محمد عبد المعطي: انتيكا الرسام الذي يرسم أشياء لميشو
- دينار: أشجان هانم التي تحب أنس وتتزوجه
- عمرو عبد العزيز: بنبوني أحد رجال سيد الحاوي
- نبيل نور الدين: فريد الجندي
- هالة فاخر: تقا والدة فطين وميشو
- يوسف الشريف: ضيف شرف[1]
- لقاء الخميسي: ضيفة شرف
- طارق تميم: ضيف شرف